# Coccoloba rufescens
Coccoloba rufescens là một loài thực vật có hoa trong họ Rau răm. Loài này được C.Wright mô tả khoa học đầu tiên năm 1870.